# Condado de Mountrail
O Condado de Mountrail é um dos 53 condados do Estado americano da Dakota do Norte. A sede do condado é Stanley, e sua maior cidade é Stanley. O condado possui uma área de 5 027 km² (dos quais 303 km² estão cobertos por água), uma população de 6 631 habitantes, e uma densidade populacional de 1 hab/km² (segundo o censo nacional de 2000).